# Maharashtra Open 2022
Il Maharashtra Open 2022 è stato un torneo di tennis giocato sul cemento. È stata la 26ª edizione del torneo facente parte dell'ATP Tour 250 nell'ambito dell'ATP Tour 2022. Si gioca nel Mhalunge Balewadi Tennis Complex di Pune, in India, dal 31 gennaio al 6 febbraio 2022.

## Partecipanti al singolare

### Teste di serie
| Nazionalità | Giocatore         | Ranking | Testa di serie* |
| ----------- | ----------------- | ------- | --------------- |
| Russia      | Aslan Karacev     | 15      | 1               |
| Italia      | Lorenzo Musetti   | 60      | 2               |
| Italia      | Gianluca Mager    | 65      | 3               |
| Rep. Ceca   | Jiří Veselý       | 78      | 4               |
| Germania    | Daniel Altmaier   | 87      | 5               |
| Finlandia   | Emil Ruusuvuori   | 90      | 6               |
| Lituania    | Ričardas Berankis | 93      | 7               |
| Italia      | Stefano Travaglia | 98      | 8               |

* Ranking al 17 gennaio 2022.

#### Altri partecipanti
I seguenti giocatori hanno ricevuto una wildcard per il tabellone principale:
- Prajnesh Gunneswaran
- Arjun Kadhe
- Ramkumar Ramanathan

I seguenti giocatori sono entrati nel tabellone con il ranking protetto:
- Yuki Bhambri

I seguenti giocatori sono entrati nel tabellone principale passando dalle qualificazioni:

- Jay Clarke
- Vít Kopřiva
- Gian Marco Moroni
- Elias Ymer

#### Ritiri
Prima del torneo
- James Duckworth → sostituito da  Hugo Grenier
- John Millman → sostituito da  Quentin Halys

## Partecipanti al doppio

### Teste di serie
| Nazione   | Giocatore     | Nazione   | Giovatore           | Ranking* | Testa di serie |
| --------- | ------------- | --------- | ------------------- | -------- | -------------- |
| Australia | Luke Saville  | Australia | John-Patrick Smith  | 91       | 1              |
| India     | Rohan Bopanna | India     | Ramkumar Ramanathan | 156      | 2              |
| Polonia   | Szymon Walków | Polonia   | Jan Zieliński       | 183      | 3              |
| Australia | Marc Polmans  | Australia | Matt Reid           | 184      | 4              |

* Ranking al 17 gennaio 2022.

### Altri partecipanti
Le seguenti coppie hanno ricevuto una wildcard per il tabellone principale:
- Yuki Bhambri /  Divij Sharan
- Arjun Kadhe /  Purav Raja

#### Ritiri
Prima del torneo
- Matthew Ebden /  Max Purcell → sostituiti da  Dennis Novak /  João Sousa
- Alexander Erler /  Lucas Miedler → sostituiti da  Alexander Erler /  Jiří Veselý
- Treat Conrad Huey /  Christopher Rungkat → sostituiti da  Gianluca Mager /  Emil Ruusuvuori
- Evan King /  Alex Lawson → sostituiti da  Hugo Grenier /  Quentin Halys
- Ivan Sabanov /  Matej Sabanov → sostituiti da  James Cerretani /  Nicholas Monroe

## Campioni

### Singolare
João Sousa ha sconfitto in finale  Emil Ruusuvuori con il punteggio di 7-6(9), 4-6, 6-1.
- È il quarto titolo in carriera per Sousa, il primo della stagione.

### Doppio
Rohan Bopanna e  Ramkumar Ramanathan hanno sconfitto in finale  Luke Saville e  John-Patrick Smith con il punteggio di 6(10)-7, 6-3, [10-6].